# Sciara mediofusca
Sciara mediofusca är en tvåvingeart som beskrevs av Edwards 1928. Sciara mediofusca ingår i släktet Sciara och familjen sorgmyggor. Inga underarter finns listade i Catalogue of Life.